# Palmerston Motor
Die Palmerston Motor Company Ltd. war ein britischer Automobilhersteller.

## Unternehmensgeschichte
Das Unternehmen Palmerston Motor Company Ltd. aus Boscombe bei Bournemouth begann 1920 mit der Produktion von Automobilen. Die Markennamen lauteten Palm und Palmerston. 1921 erfolgte die Umfirmierung in Palmerston Lytcar Co. und später in Palmcars Ltd. 1923 endete die Produktion.

## Fahrzeuge
Das erste Modell war der Palmerston 5/7 HP. Ein Zweizylinder-Boxermotor trieb das Fahrzeug an. 1922 erschien der Palm 9 HP mit einem Vierzylindermotor. Beide Modelle hatten Frontmotor, ein Dreiganggetriebe und Kardanantrieb zur Hinterachse. Besonderheit waren Azetylenlampen.